# 尼克·马森
尼古拉斯·伯克利·“尼克”·马森，CBE（英語：Nicholas Berkeley "Nick" Mason，1944年1月27日—）是一位英国音乐人和作曲人，最知名的身份为摇滚乐队平克·弗洛伊德的鼓手，是乐队于1965年组建后唯一一个一直在队内的成员。他参与创作了多首乐队最热门的歌曲，如和。马森热爱赛车运动，作为选手参加了勒芒24小时耐力赛。